# Prayer of the Refugee
Singles de Rise Against
Ready to Fall
(2006) The Good Left Undone
(2007)
Pistes de The Sufferer and the Witness
'Under the Knife' 'Drones'
Prayer Of The Refugee est le second single extrait de l'album The Sufferer and the Witness du groupe de punk rock Rise Against qui est sorti en single en décembre 2006. 

## Sens de la chanson
La chanson commence par une conversation entre un réfugié et son fils, qui parle sur le statut de réfugié, de la vie agréable que lui et son peuple avaient par le passé. Le refrain est le cri du réfugié, qui dit de ne pas l'aider, de le laisser dans la situation actuelle. Il dit que tous ceux qui ont essayé de l'aider dans le passé l'ont laissé tomber à nouveau.
Le couplet suivant est de savoir comment ces réfugiés ont tranquillement essayé de changer le monde en arrière-plan, de manière subtile. Dans le dernier couplet, il demande à son fils de sortir et de changer le monde pour le meilleur.

## Clip vidéo
Dirigé par Tony Petrossian, la  vidéo alterne entre scènes du groupe en train de  jouer et se promener dans un entrepôt et images de jeunes enfants et de personnes faisant l'emballage de produit comme des chaussures, bananes, jeans, et voitures télécommandées. Il se termine par des scènes de la pose de "made in USA" et de drapeaux américain par ces personnes, et les membres du groupe renversent les différentes étagères contenant des marchandises, formant les mots "Fair Trade" (Commerce Équitable) sur le sol avec les marchandises brisées sur le sol.